# Eduknoppix
EduKnoppix è una distribuzione GNU/Linux live derivata da Knoppix.
EduKnoppix è un prodotto italiano basato sulla distribuzione Knoppix mantenuta da Klaus Knopper e che a sua volta è stata costruita a partire dalla distribuzione Debian.
Il termine live vuole indicare una caratteristica ereditata da Knoppix, forse la principale, il  live-cd. Il suo funzionamento può avvenire in linea di principio su ogni personal computer effettuando un avvio (boot) da cd-rom, senza scrivere un solo bit sull'hard disk, ed è in grado di rilevare istantaneamente molti dei dispositivi hardware presenti.
Come si può intuire dal nome, questa distribuzione si contraddistingue per l'elevato numero di programmi di edutainment presenti al suo interno: è stata infatti pensata per ragazzi dagli 8 ai 15 anni.
La versione 3.0 di Eduknoppix, distribuita il 4 luglio 2006, è stata progettata appositamente per la didattica e comprende, tra l'altro, programmi come:
- Maxima, tra i più funzionali sistemi di algebra in commercio,
- GNU Octave, un linguaggio di alto livello progettato essenzialmente per il calcolo numerico,
- Kig e Dr Geo, programmi che permettono lo studio dinamico della geometria
- Kalzium, utilizzabile nell'ambito della chimica.

Eduknoppix permette inoltre la configurazione di un elevato numero di periferiche.
Le lingue supportate sono l'italiano e l'inglese.